# Wen von Jin
Gong Wen von Jin (chinesisch 晉文公 / 晋文公, Pinyin Jìn Wén Gōng; geboren 697 v. Chr.; gestorben 628 v. Chr.) war ein chinesischer Herrscher und einer der Fünf Hegemonen der Zeit der Frühlings- und Herbstannalen. Von 636 v. Chr. bis zu seinem Tod regierte er den Staat Jin. Unter seiner Herrschaft entwickelte Jin sich zum mächtigsten chinesischen Staat seiner Zeit.
Vor seiner Thronbesteigung nannte er sich Ji Chong'er (姬重耳).

## Biographie

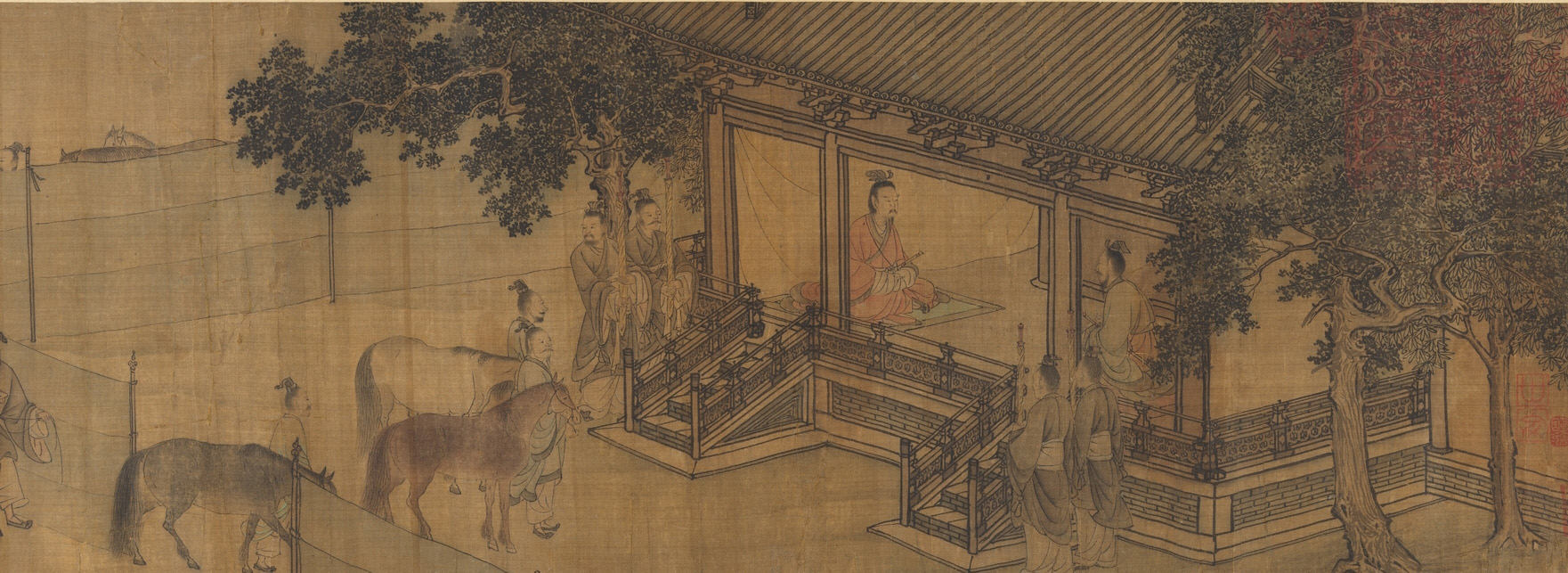
Wen von Jin

Chong'er war Sohn des Gongs Xian von Jin. Das Geburtsjahr 697 v. Chr. bezieht sich auf Angaben Sima Qians, nach dem Guoyu wäre er später (680, 673 oder 672 v. Chr.) geboren.
Xian hatte mehrere Söhne, darunter neben Chong'er auch Shengsheng, Xiqi und Yiwu. Shengsheng ließ er – vermutlich auf Betreiben von Xiqis Mutter Li Ji – ermorden. Auch gegen Chong'er gab es einen Mordversuch, worauf dieser aus Jin floh. Er lebte 19 Jahre lang in wechselnden Exilen und erarbeitete sich in dieser Zeit einen Ruf als beeindruckende Persönlichkeit und scharte viele Anhänger um sich. 
Während Chong'er sich im Exil befand, starben Xian und sein Sohn Xiqi. Chong'ers Bruder Yiwu regierte von 650 bis 637 v. Chr. als Gong Hui von Jin. 643 ließ Hui ein Attentat auf Chong'er verüben, da er Konkurrenz durch seinen Bruder befürchtete. Als Huis Sohn Yu, der als Geisel zum mächtigen Fürsten Mu von Qin gesandt worden war, anlässlich des Todes Huis eigenmächtig nach Jin zurückkehrte und 637 v. Chr. den Thron als Huai von Jin bestieg, verärgerte dies Mu, der Chong'er favorisierte. Chong'er heiratete fünf Töchter Mus, darunter auch Huai Ying, zuvor die Ehefrau Yus.
Wenige Monate nach Yu kehrte auch Chong'er nach Jin zurück und bestieg mit der Hilfe von Truppen aus Qin und als Gong Wen den Thron, sein Neffe und Vorgänger Huai von Jin starb in der Schlacht. Danach initiierte Wen Reformen, organisierte das Militär neu und verbesserte den Verwaltungsapparat. Unter Gong Wen eroberte Jin viele kleine Staaten, viele Einwohner dieser Staaten begrüßten seine Herrschaft jedoch.
Als Wang Xiang von Zhou von Prinz Dai gestürzt wurde, half Wen ihm, den Thron wiederzuerlangen. Er führte die Allianz an, die Xiangs Herrschaft wiederherstellte. Außerdem führte er Jin als Kopf der Koalition gegen Chu. 632 v. Chr. besiegten seine Truppen (gemeinsam mit denen von Qi und Qin) Chu in der Schlacht von Chengpu.